# Sulfat de cesi
El sulfat de cesi és el compost inorgànic i sal amb la fórmula Cs₂SO4. És un solid blanc soluble en aigua que es sol preparar amb solucions aquoses denses per utilitzar en centrifugació isopıcnica (o "gradient de densitat"). És isoestructural amb la sal de potassi.

## Propietats
El seu punt de fusió està al voltant dels 1010 °C i el punt d'ebullició volta els 1900 °C. A temperatura ambient és un solid blanc què és soluble en aigua i és estable. És molt soluble en aigua i bastant soluble en alcohol, acetona i piridina.

## Preparació i reaccions
Per preparar el Sulfat de cesi es dissol carbonat de cesi en àcid sulfúric diluït, el cristall precipita i es concentra.
{\displaystyle Cs_{2}CO_{3}\quad +\quad H_{2}SO_{4}\quad \longrightarrow \quad Cs_{2}SO_{4}\quad +\quad CO_{2}\quad +\quad H_{2}O}
També es pot obtenir a partir de àcid sulfúric i clorur de cesi. Després d'evaporar l'acid clorídic resultant queda el sulfat de cesi.
{\displaystyle 2CsCl\quad +\quad H_{2}SO_{4}\quad \longrightarrow \quad Cs_{2}SO_{4}\quad +\quad 2Hcl}

## Toxicitat
El sulfat de cesi pot irritar els ulls, la pell i els pulmons de manera que s'ha de intentar minimitzar al màxim el contacte amb aquest.